# Szabó Bandi
Szabó Bandi, született: Szabó Antal, névváltozat: Ruttkai Antal (Szeged, 1849. április 26. – Budapest, 1897. április 22.) színész.

## Életútja
Apja Szabó Mózes úttörő színész, anyja Balázsi (Hosek) Viktória, nővére Szabó Jozefa (Pepi) színésznő. Papi pályára készült, majd 1864-ben Follinus Jánosnál lett színész Aradon, ez évben Győrött is működött. Mint jeles népszínműénekes 1875 nyarán Nagyváradon tűnt fel a Falu rosszában Göndör Sándor szerepében, amely után sűrűn kezdték emlegetni nevét. 1876 telére Debrecenbe kapott szerződést, onnan a Népszínház meghívását fogadta el 1877. február 15-én. 1888-ban a Nemzeti Színház tagja lett, ahol segédszerepeket bíztak rá. Haláláig itt működött.